# XIII. Fliegerkorps
O XIII. Fliegerkorps foi um Corpo Aéreo da Luftwaffe que atuou durante a Segunda Guerra Mundial. Foi formado no dia 1 de Outubro de 1942 em Groß-Born a partir do Luftwaffen-Division Meindl. Serviu inicialmente na Rússia, sendo movido mais tarde para a França no ano de 1943.
A unidade teve participação na criação das Luftwaffen-Feld-Divisionen e de unidades de treinamento. No mês de Janeiro de 1944 foi redesignado II. Fallschirmkorps.

## Kommandierender General
| Comandante                         | Data                                          |
| ---------------------------------- | --------------------------------------------- |
| General der Flieger Erich Petersen | 1 de Novembro de 1942 - 1 de Dezembro de 1942 |
| Generalleutnant Eugen Meindl       | 1 de Novembro de 1942 - Janeiro de 1944       |

## Chef des Stabes
| Obstlt Karl-Heinz von Hofmann, 1 de Novembro de 1942 - 26 de Agosto de 1943 |
| Obstlt Ernst Blauensteiner, 26 de Agosto de 1943 - Janeiro de 1944          |